# Goldwater rule
The Goldwater rule is de informele naam, gegeven aan hoofdstuk 7 van de Principes van Medische Ethiek van de Amerikaanse Vereniging van Psychiaters (APA). De regel stelt dat het onethisch is voor psychiaters om een professionele opinie te geven over publieke figuren, die zij niet persoonlijk hebben onderzocht en van wie zij geen toestemming hebben gekregen om hun mentale gezondheid ter discussie te stellen in publieke uitlatingen. De regel is genoemd naar de Republikeinse presidentskandidaat Barry Goldwater, die het in 1964 zonder succes opnam tegen de Democraat Lyndon Johnson.
De kwestie ontstond in 1964 toen het toenmalige magazine Fact het artikel "Het Onbewuste van een Conservatief: Een bijzondere aflevering over de geestesgesteldheid van Barry Goldwater" publiceerde. Het tijdschrift hield een peiling onder psychiaters over senator Barry Goldwater en over de vraag of hij geschikt was om het presidentsambt te bekleden.
De uitgever Ralph Ginzburg werd vervolgd voor smaad in het proces Goldwater versus Ginzburg, waarna Ginzburg aan Goldwater een schadeloosstelling van $75.000 (nu $579.000) moest betalen.

## Definitie
Hoofdstuk 7, dat verscheen in de eerste uitgave van de APA's Principes van Medische Ethiek in 1973, is nog effectief in 2017 en luidt (vertaald naar het Nederlands):
Soms wordt psychiaters een mening gevraagd over een individu die in de publieke aandacht is gekomen of die informatie over zichzelf heeft onthuld door middel van publieke media. In zulke omstandigheden mag een psychiater zijn of haar deskundigheid op het gebied van psychiatrische aangelegenheden in het algemeen met het publiek delen. Echter is het onethisch voor een psychiater om een professionele mening te geven, tenzij hij of zij een onderzoek heeft uitgevoerd en een gepaste machtiging heeft verkregen voor het geven van zo'n verklaring.

## Amerikaanse Vereniging van Psychologen
De Ethische Code van de Amerikaanse Vereniging van Psychologen, een andere organisatie dan de
Amerikaanse Vereniging van Psychiaters, steunt een vergelijkbare regel. In antwoord op een artikel in de New York Times "Moeten therapeuten presidentskandidaten analyseren?" in 2016, publiceerde voorzitter Susan H. McDaniel een brief in genoemd blad, waarin zij stelde:
"Vergelijkbaar met de Goldwater Rule van de psychiaters, spoort onze ethische code psychologen aan om voorzorgsmaatregelen te treffen, zodat welke verklaringen zij dan ook aan de media geven, "die gebaseerd zijn op hun vakkennis, training en ervaring en overeenkomen met toepasselijke psychologische literatuur en praktijk".
Op geen enkele wijze mag er de suggestie worden gewekt dat er een relatie is aangegaan met mensen die in de publieke belangstelling staan, kandidaat-politici inbegrepen.
Om meningen te geven over psychologische karakteristieken moeten psychologen een onderzoek verrichten, dat "adequaat is om beweringen en conclusies te ondersteunen". Met andere woorden, onze ethische code zegt dat psychologen geen diagnose in de media moeten afgeven van een levende publieke figuur, die zij niet zelf hebben onderzocht.

## Schendingen

### Ten aanzien van Donald Trump
In 2016 en 2017 kreeg een aantal psychiaters en klinisch psychologen kritiek wegens schending van de Goldwater rule, omdat zij claimden dat Donald Trump "een assortiment van persoonlijkheidsproblemen, waaronder grootheidswaan, gebrek aan empathie, een kwaadaardig narcisme vertoonde, en dat hij lijdt aan een gevaarlijke geestesziekte", terwijl zij hem nooit zelf hadden onderzocht.
John Gartner, een praktiserend psycholoog, en leider van de groep Duty to Warn, verklaarde in april 2017:
"Wij hebben een ethische verantwoordelijkheid om het publiek te waarschuwen voor Donald Trumps gevaarlijke geestesziekte."
De Amerikaanse Psychoanalytische Vereniging (APsaA), een andere organisatie uit de APA, verzond op 6 juni 2017 een brief, die de verschillen tussen de richtlijnen van de APA en de APsaA verhelderden, zeggend "dat het standpunt van de APA inzake de Goldwater rule alleen van toepassing is op de leden.
APsaA beschouwt politiek commentaar van haar individuele leden een ethische zaak."
In juli 2017 publiceerde de website Stat een "exclusief" artikel door Sharon Begley, getiteld: "Psychiatrische groep vertelt leden dat zij de Goldwater rule kunnen trotseren en commentaar kunnen leveren op Trumps geestelijke gezondheid.
Het artikel met een foto van Barry Goldwater als de kop, stelt dat: "Een leidende psychiatrische groep heeft haar leden verteld, dat ze zich niet gebonden hoeven te voelen aan een lang geldende regel tegen het publiekelijk commentaar geven op de geestelijke staat van publieke figuren. Eerst wordt als bron de brief van 6 juli van de APsaA opgevoerd, maar ook wordt daarbij geclaimd dat het "de eerste significante barst vertegenwoordigt in het decades-oude verenigde front om experts te weerhouden de psychiatrische aspecten van politiek gedrag te bespreken."
Het artikel refereert herhaaldelijk aan de Goldwater rule, citeert een niet met naam genoemde bron, die stelt: " het leiderschap is buitengewoon terughoudend geweest om een verklaring af te geven en om publiekelijk de Amerikaanse Psychiatrische Vereniging uit te dagen en claimt voorts dat een niet met naam genoemde "official" gezegd heeft, dat "hoewel de Amerikaanse Psychologische Vereniging er "de voorkeur aan geeft" dat haar leden geen meningen geven over de psychologie van iemand die zij niet hebben onderzocht, de vereniging geen Goldwater rule heeft en er zich niet over beraadt om er een in te voeren.
Yahoo News verslaggever Michael Walsh bekritiseerde het Stat-artikel, zeggend dat het misleidend is door te stellen dat de brief "de eerste significante barst vertegenwoordigt".
De Amerikaanse Psychiatrische Vereniging behoudt de Goldwater rule, en de APsaA had de regel nooit en veranderde dat niet.
Bovendien, ondanks dat de APsaA geen Goldwater rule voor haar leden heeft en hen toestaat individuele meningen over specifieke politieke figuren te geven, steunen haar uitvoerende adviseurs unaniem een beleid, dat "de APsaA als organisatie zich uitsluitend zal uitspreken over kwesties, niet over specifieke politieke figuren.